# Ceropachylinus
Ceropachylinus is een geslacht van hooiwagens uit de familie Gonyleptidae.
De wetenschappelijke naam Ceropachylinus is voor het eerst geldig gepubliceerd door Mello-Leitão in 1943. 

## Soorten
Ceropachylinus omvat de volgende 2 soorten:
- Ceropachylinus granulosus
- Ceropachylinus peruvianus